# Z115/116次列车
Z115/116次列车是中国铁路运行于中央直辖市上海至广东经济特区深圳之间的一对特快旅客列车，最初是开行于2013年春运的临客，现已图定。该车为深圳第三对始发特快级别进沪列车，由上海铁路局上海客运段负责客运任务。列车使用2014年上半年出厂的25T型客车，沿沪昆铁路、京九铁路运行，途经上海、浙江、江西和广东三省一市，全程1676公里。其中上海南站至深圳站运行17小时6分，使用车次为Z115次；深圳站至上海南站运行17小时54分，使用车次为Z116次，但该列车仅开行了半年，并与2017年4月16日从运行图中去除。

## 历史

### T105/106次车次历史

#### 济南-上海特快列车（2004年4月17日——2011年7月1日）
T105/106次“泰山号”列车是中国铁路曾在2004年至2011年运行于山东省会济南至中央直辖市上海之间的特快旅客列车，由济南铁路局济南客运段沪杭车队负责客运任务，是济南开行的首对始发进沪列车。随着上海、山东两地经济的快速发展，来往于济南和上海间的客流日渐增多，2004年4月17日，随中国铁路实施第五次大提速调整运行图，济南铁路局正式开行T105/106次列车，以“展示齐鲁文化，领略沪上风情”为品牌文化主题，使用25K型客车，采取全列卧铺编组沿京沪铁路运行，全程968公里，途经山东、江苏、上海三省市。其中济南站至上海站下行使用车次为T105次；上海站至济南站上行使用车次为T106次。列车因全程夜间运行，不影响次日正常活动，而成为众多出行者的首选。列车曾先后获得铁道部授予的“红旗列车”、“山东省青年文明号列车”等荣誉。2011年7月1日，京沪高铁正式开通运营，T105/106次列车作为铁道部取消的普通列车车次之一而正式停运。
別称「上海三号」特快列车为担当代替「泰山号」列车。

#### 深圳-上海特快列车（2014年7月1日至12月9日）
2014年7月1日，鐵路再次調圖，原开行于2013年春运由广铁集团担当的深圳東-上海南临客K1515/1516升級為T105/106特快列車(擔當局改為上海鐵路局，原K1515/1516车底留在广铁集团)。列车使用中国铁路25T型客车车底，本車次得以重用。

### Z115/116次车次历史

#### 福州-上海直达特快列车（2009年8月30日——2009年11月1日）
2009年8月30日，南昌铁路局使用由武汉铁路局转配的25T型客车开通上海南站至福州站的Z115/116次列车，单程运行10小时59分，成为福州始发的第二对直达特快列车。但甬台温铁路和温福铁路同年9月28日开通，上海-福州间开行四对动车组列车，Z115/116次也因票价和运行时间等方面的劣势而于同年11月2日停运，原车次得以留空。

#### 深圳-上海直达特快列车（2014年12月10日至今）
2014年12月10日，中国铁路进行运行图调整，凡25T车底担当之客一标准列车均启用“Z”字头，故车次改为Z115/116次。但该列车仅开行至2015年6月30日，随后将车底转配至上海南至重庆北的Z257/256、Z258/255次列车，实则于2015年7月1日停运，并于2017年4月16日在运行图上去除。

## 机车交路
| 车站区段      | 上海南 ↔ 向塘             | 向塘 ↔ 深圳东             |
| 本务机车 配属 | 和谐1D型电力机车 上局沪段 | 和谐1D型电力机车 南局南段 |

## 编组

### 2015年2月21日至今
自2015年2月21日起，原Z115/6次列车启用全卧编组
| 车厢编号 | 1-7          | 8          | 9            | 10-17        |
| 车型     | YW25T 硬卧车 | CA25T 餐车 | RW25T 软卧车 | YW25T 硬卧车 |

### 2014年7月1日至2015年2月18日
| 车厢编号 | 1                  | 2-5          | 6                  | 7          | 8-9          | 10-18        | 19                 |
| 车型     | YW25T 硬卧车（欠） | YZ25T 硬座车 | YZ25T 硬座车（残） | CA25T 餐车 | RW25T 软卧车 | YW25T 硬卧车 | YW25T 硬卧车（欠） |